# Sarah van Berkel
Sarah van Berkel (* 4. Mai 1984 in Bülach, Kanton Zürich als Sarah Meier) ist eine ehemalige Schweizer Eiskunstläuferin. Sie ist die Europameisterin 2011. Heute arbeitet sie als Sportjournalistin.

## Werdegang
Sarah Meier begann das Eislaufen als Vierjährige beim Bülacher Eislaufclub und wurde unter anderem von ihrer Tante Eva Fehr trainiert. 2000 wurde sie im Alter von 15 Jahren erstmals Schweizer Meisterin im Einzellauf; bis 2010 errang sie sieben weitere nationale Titel.
2006 erreichte Sarah Meier Spitzenplätze bei internationalen Wettbewerben: Bei den Olympischen Winterspielen in Turin wurde sie Achte, bei der Europameisterschaft in Lyon wurde sie Vierte und bei der Weltmeisterschaft in Calgary Sechste. Dabei verbesserte sie ihre persönliche Kür-Bestleistung von zuvor 106,29 auf 109,96 Punkte.
Am 27. Januar 2007 gewann Sarah Meier mit dem zweiten Platz ihre erste Medaille bei einer Europameisterschaft und holte damit nach 30 Jahren wieder eine Medaille für die Schweiz bei den Damen. Am 29. Januar 2011 wurde sie in Bern vor heimischem Publikum Europameisterin.
Bereits vor der Europameisterschaft 2011 hatte die Läuferin ihren Rücktritt vom Wettkampfsport erklärt, den Rücktritt hat sie nach dem Sieg im Schweizer Fernsehen bestätigt.
Im Dezember 2011 wurde sie zur Schweizer Sportlerin des Jahres gewählt.
Nach ihrem Rücktritt vom Profisport wirkte Meier in Eisshows wie Art on Ice mit, bis sie 2015 bekanntgab, auch das Showlaufen grösstenteils beenden zu wollen, um sich ihrer Ausbildung und Karriere im Journalismus widmen zu können.
Sie absolvierte die Ringier Journalistenschule und arbeitet heute bei der Schweizer Illustrierten als Sportjournalistin. Ab April 2015 war sie ständige Mitarbeiterin der Eiskunstlaufzeitschrift pirouette.

### Privates
Seit 2018 ist sie mit dem ehemaligen Profi-Triathleten Jan van Berkel (* 1986) verheiratet. Die beiden haben zwei Söhne und die Familie lebt in Döttingen im Kanton Aargau.

## Ergebnisse
| Wettbewerb/Saison           | 1997/98 | 1998/99 | 1999/00 | 2000/01 | 2001/02 | 2002/03 | 2003/04 | 2004/05 | 2005/06 | 2006/07 | 2007/08 | 2008/09 | 2009/10 | 2010/11 |
| --------------------------- | ------- | ------- | ------- | ------- | ------- | ------- | ------- | ------- | ------- | ------- | ------- | ------- | ------- | ------- |
| Olympische Winterspiele     | –       |         |         |         | 13      |         |         |         | 8       |         |         |         | 15      |         |
| Weltmeisterschaften         | –       | –       | –       | 12      | –       | 19      | 13      | 14      | 6       | 7       | 6       | 9       | KP 26   | –       |
| Juniorenweltmeisterschaften | –       | 10      | 3       | –       | –       | –       | –       | –       | –       | –       | –       | –       | –       | –       |
| Europameisterschaften       | –       | –       | 16      | 5       | 13      | –       | 10      | 10      | 4       | 2       | 2       | –       | 5       | 1       |
| Schweizer Meisterschaften   | 1 J     | 2       | 1       | 1       | –       | 1       | –       | 1       | 1       | 1       | 1       | –       | 1       | –       |
| Grand-Prix-Finale           | –       | –       | –       | –       | –       | –       | –       | –       | –       | 3       | –       | –       | –       | –       |
| NHK Trophy                  | –       | –       | –       | –       | –       | 7       | –       | –       | 7       | –       | 2       | –       | –       | –       |
| Cup of China                | –       | –       | –       | –       | –       | –       | –       | –       | –       | –       | –       | 6       | –       | –       |
| Cup of Russia               | –       | –       | –       | –       | –       | –       | –       | –       | –       | 1       | –       | 6       | –       | –       |
| Trophée Eric Bompard        | –       | –       | –       | –       | –       | 5       | –       | –       | –       | –       | 4       | –       | –       | –       |
| Skate Canada                | –       | –       | –       | –       | 5       | –       | –       | –       | 5       | –       | –       | –       | –       | WD      |
| Skate America               | –       | –       | –       | –       | –       | –       | –       | –       | –       | 4       | –       | –       | –       | –       |
| Finlandia Trophy            | –       | –       | –       | –       | –       | –       | –       | –       | –       | –       | –       | 3       | –       | –       |
| Nebelhorn Trophy            | –       | –       | –       | 2       | –       | –       | –       | –       | –       | –       | –       | –       | WD      | –       |

J = Junioren; KP = Platzierung nach Kurzprogramm; WD = zurückgezogen